# Rock do Reino Unido
O rock do Reino Unido descreve uma ampla variedade de formas de música feitas no Reino Unido. Desde cerca de 1964, com a "invasão britânica" dos Estados Unidos liderada pelos Beatles, a música rock britânica teve um impacto considerável no desenvolvimento da música americana e da música rock em todo o mundo.
As tentativas iniciais de emular o rock and roll americano ocorreram na Grã-Bretanha em meados dos anos 1950, mas os termos "rock music" e "rock" geralmente se referem à música derivada do blues-rock e outros gêneros que surgiram durante os anos 1960. O termo é freqüentemente usado em combinação com outros termos para descrever uma variedade de híbridos ou subgêneros, e é freqüentemente contrastado com a música pop, com a qual compartilha muitas estruturas e instrumentação. A música rock tende a ser mais orientada para o mercado de álbuns, colocando ênfase na inovação, virtuosismo, performance e composição de canções pelos intérpretes..
Embora muito diverso para ser um gênero em si, o rock britânico produziu muitos dos grupos e intérpretes mais importantes do rock internacionalmente e iniciou ou desenvolveu significativamente muitos dos subgêneros mais influentes, incluindo música beat, rock progressivo, art rock, hard rock, heavy metal, punk, pós-punk, new wave, new romantic e indie rock.

## Início do rock and roll britânico

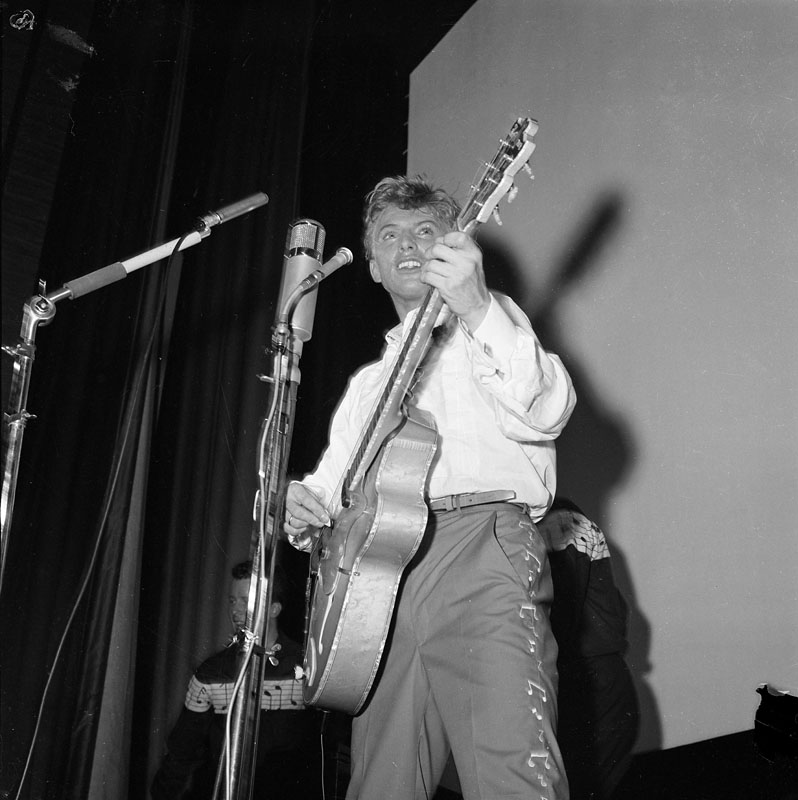
Tommy Steele, um dos primeiros roqueiros britânicos, se apresentando em Estocolmo em 1957

Na década de 1950, a Grã-Bretanha estava bem posicionada para receber a música e a cultura do rock and roll americano. Compartilhava uma linguagem comum, fora exposto à cultura americana por meio do estacionamento de tropas no país e compartilhava muitos desenvolvimentos sociais, incluindo o surgimento de distintas subculturas juvenis, que na Grã-Bretanha incluíam os Teddy Boys e os rockers. Trad jazz se tornou popular, e muitos de seus músicos foram influenciados por estilos americanos relacionados, incluindo boogie woogie e blues. A mania do skiffle, liderada por Lonnie Donegan, utilizou versões amadoras de canções folk americanas e encorajou muitos da geração seguinte de rock and roll, folk, R&B e músicos beat a começar a se apresentar. Ao mesmo tempo, o público britânico estava começando a conhecer o rock and roll americano, inicialmente por meio de filmes como Blackboard Jungle (1955) e Rock Around the Clock. (1956). Ambos os filmes continham o sucesso de Bill Haley & His Comets, "Rock Around the Clock", que entrou nas paradas britânicas no início de 1955 - quatro meses antes de chegar às paradas pop dos Estados Unidos - liderou as paradas britânicas no final daquele ano e novamente em 1956, e ajudou a identificar o rock and roll com a delinquência adolescente. Artistas americanos de rock and roll, como Elvis Presley, Little Richard e Buddy Holly tornaram-se grandes forças nas paradas britânicas.
A resposta inicial da indústria musical britânica foi tentar produzir cópias de discos americanos, gravados com músicos de sessão e muitas vezes liderados por ídolos adolescentes. Mais roqueiros britânicos de base logo começaram a aparecer, incluindo Wee Willie Harris e Tommy Steele. Durante este período, o rock and roll americano permaneceu dominante; no entanto, em 1958, a Grã-Bretanha produziu sua primeira estrela e canção rock and roll "autêntica", quando Cliff Richard alcançou o número 2 nas paradas com "Move It". Ao mesmo tempo, programas de TV como Six-Five Special e Oh Boy! promoveu as carreiras de roqueiros britânicos como Marty Wilde e Adam Faith. Cliff Richard e sua banda de apoio, The Shadows, foram os artistas caseiros de rock and roll mais bem-sucedidos da época. Outros artistas principais incluem Billy Fury, Joe Brown e Johnny Kidd & the Pirates, cujo hit de 1960 "Shakin 'All Over" se tornou um standard do rock and roll. O primeiro artista americano de rock and roll a chegar aos palcos britânicos e aparecer na televisão foi Charlie Gracie, rapidamente seguido por Gene Vincent em dezembro de 1959, logo acompanhado em turnê por seu amigo Eddie Cochran. O produtor Joe Meek foi o primeiro a produzir sucessos de rock consideráveis na Inglaterra, culminando com o instrumental "Telstar" do The Tornados, que alcançou o primeiro lugar no Reino Unido e nos Estados Unidos.

## Desenvolvimento na década de 1960 e início de 1970

### Música beat

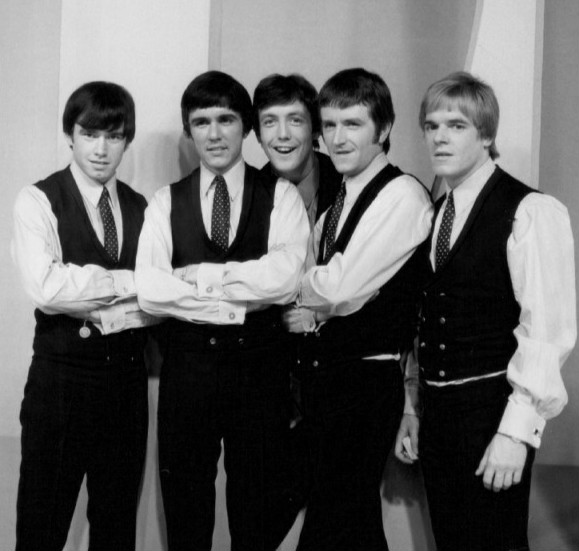
The Dave Clark Five em 1966

No final dos anos 1950, uma cultura florescente de grupos começou a emergir, muitas vezes fora da cena de skiffle em declínio, em grandes centros urbanos no Reino Unido como Liverpool, Manchester, Birmingham e Londres. Isso foi particularmente verdadeiro em Liverpool, onde foi estimado que havia cerca de 350 bandas diferentes ativas, muitas vezes tocando em salões de baile, salas de concertos e clubes..

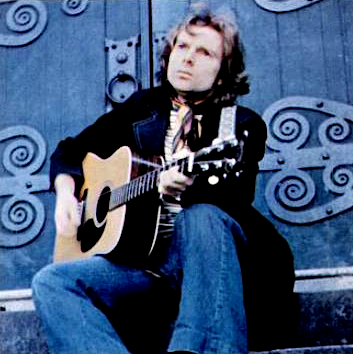
Van Morrison em 1972

Essas bandas beat foram fortemente influenciadas por grupos americanos da época, como Buddy Holly e the Crickets (dos quais os grupos Beatles e The Hollies derivaram seus nomes), bem como grupos britânicos anteriores, como The Shadows. Após o sucesso nacional dos Beatles na Grã-Bretanha em 1962, vários artistas de Liverpool foram capazes de segui-los nas paradas, incluindo Gerry & The Pacemakers, The Searchers e Cilla Black. Entre os artistas beat de maior sucesso de Birmingham estavam The Spencer Davis Group e The Moody Blues; The Animals veio de Newcastle, e Them, com Van Morrison, de Belfast. De Londres, o termo Tottenham Sound foi amplamente baseado em The Dave Clark Five, mas outras bandas londrinas que se beneficiaram com o boom do beat dessa era incluíram Rolling Stones, The Kinks e The Yardbirds. A primeira banda não administrada por Liverpool e não agenciada Brian Epstein a estourar no Reino Unido foi Freddie and the Dreamers, que morava em Manchester, assim como Herman's Hermits e The Hollies. The beat movement provided most of the bands responsible for the British invasion of the American pop charts in the period after 1964, and furnished the model for many important developments in pop and rock music, particularly through their small group format - typically lead guitar, rhythm guitar, bass guitar, and drums, sometimes replacing the rhythm guitar with keyboards, either with a lead singer or with one of the musicians taking lead vocals and the others providing vocal harmonies.

### British blues boom
Paralelamente à música beat, no final dos anos 1950 e início dos anos 1960, uma cena de blues britânica estava se desenvolvendo recriando os sons do R&B americano e, mais tarde, particularmente os sons dos bluesmen Robert Johnson, Howlin' Wolf e Muddy Waters. Inicialmente liderado por seguidores puristas do blues como Alexis Korner e Cyril Davies, atingiu o auge da popularidade mainstream na década de 1960, quando desenvolveu um estilo distinto e influente dominado pela guitarra elétrica e tornou-se estrelas internacionais de vários defensores do gênero, incluindo The Rolling Stones, The Yardbirds, Eric Clapton, Cream, Fleetwood Mac e Led Zeppelin (que se originou de The Yardbirds). Vários deles passaram do blues-rock para diferentes formas de  rock, com ênfase crescente no virtuosismo técnico e nas habilidades de improvisação. Como resultado, o blues britânico ajudou a formar muitos dos subgêneros do rock, incluindo rock psicodélico e heavy metal. Desde então, o interesse direto pelo blues na Grã-Bretanha diminuiu, mas muitos dos principais artistas voltaram a ele nos últimos anos, novos artistas surgiram e tem havido um interesse renovado no gênero.

### Beatles e a invasão britânica

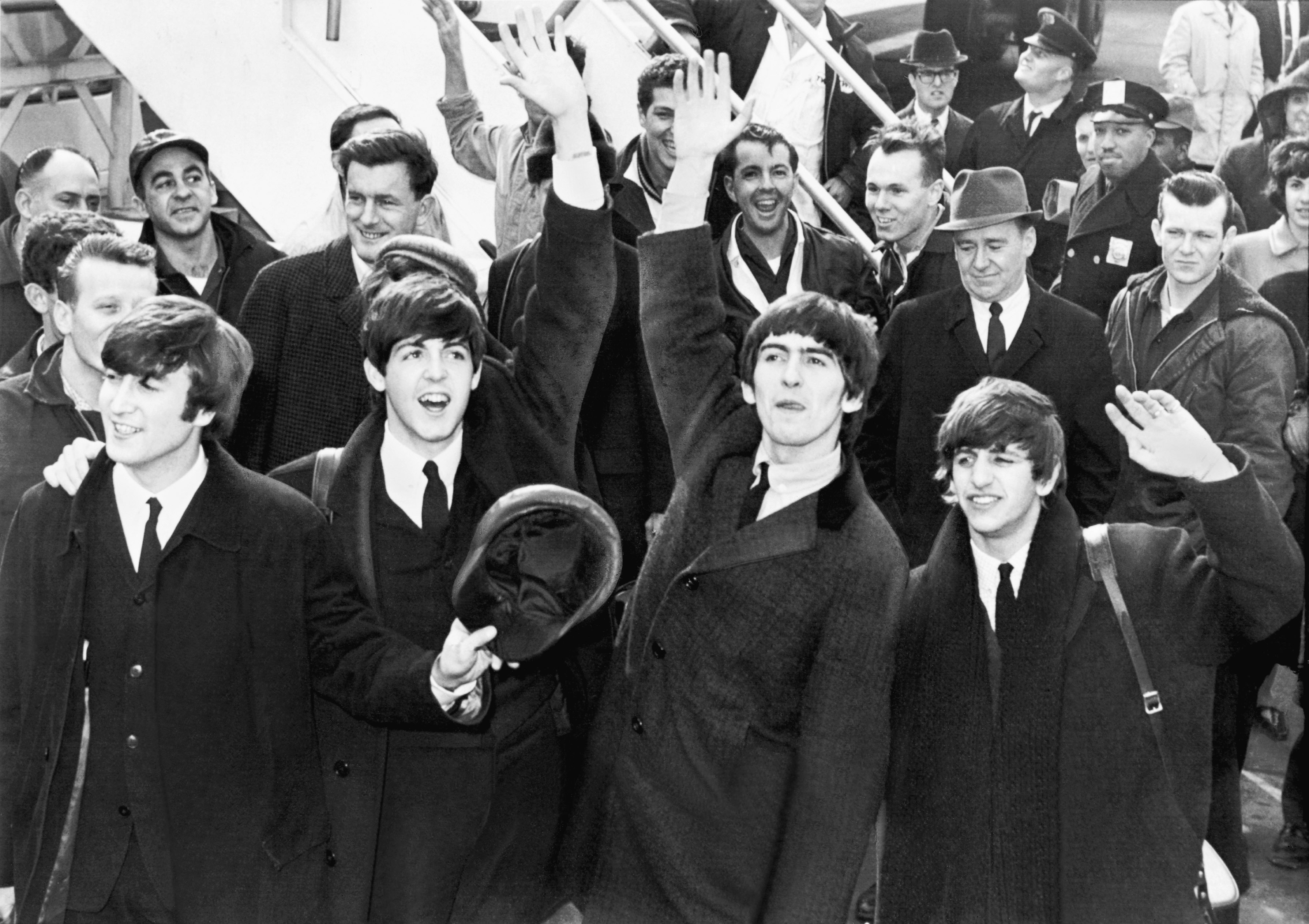
A chegada dos Beatles aos Estados Unidos e a subsequente aparição no The Ed Sullivan Show marcaram o início da invasão britânica.

Os próprios Beatles foram menos influenciados pelo blues do que pela música de gêneros americanos posteriores, como soul e Motown. Seu sucesso popular na Grã-Bretanha no início dos anos 1960 foi acompanhado por sua nova e altamente influente ênfase na composição de suas próprias canções e em valores de produção técnica, alguns dos quais compartilhados por outros grupos beat britânicos. Em 7 de fevereiro de 1964, o CBS Evening News com Walter Cronkite publicou uma história sobre a chegada dos Beatles aos Estados Unidos, na qual o correspondente dizia "A Invasão Britânica desta vez atende pelo codinome Beatlemania". Poucos dias depois, eles apareceram no The Ed Sullivan Show. Setenta e cinco por cento dos americanos assistindo televisão naquela noite viram sua aparição assim "lançando" a invasão com uma onda massiva de sucesso nas paradas que continuaria até a separação dos Beatles em 1970. Em 4 de abril de 1964, os Beatles ocuparam as 5 primeiras posições na parada de singles da Billboard Hot 100, o único momento até o momento em que algum ato conseguiu esta. Durante os próximos dois anos, Peter & Gordon, The Animals, Manfred Mann, Petula Clark, Freddie and the Dreamers, Wayne Fontana e os Mindbenders, Herman's Hermits, The Rolling Stones, The Troggs e Donovan teriam um ou mais singles número um nos Estados Unidos. Outros artias que fizeram parte da "invasão" incluíram The Who, The Kinks e The Dave Clark Five; esses artistas também tiveram sucesso no Reino Unido, embora claramente o próprio termo "invasão britânica" não tenha sido aplicado lá, exceto como uma descrição do que estava acontecendo nos EUA. Os artistas chamados de "invasão britânica" influenciaram a moda, os cortes de cabelo e as maneiras dos anos 1960 do que seria conhecido como "Contracultura". Em particular, o filme dos Beatles, A Hard Day's Night e a moda da Carnaby Street levaram a mídia americana a proclamar a Inglaterra como o centro do mundo da música e da moda. O sucesso dos artistas britânicos da época, especialmente dos próprios Beatles, foi visto como uma revitalização do rock nos Estados Unidos e influenciou muitas bandas americanas a desenvolverem seu som e estilo. O crescimento da própria indústria musical britânica, e seu papel global cada vez mais proeminente na vanguarda da mudança da cultura popular, também permitiu que ela descobrisse e primeiro estabelecesse o sucesso de novos artistas de rock de outras partes do mundo, notavelmente Jimi Hendrix e, no início dos anos 1970, Bob Marley.

### Freakbeat

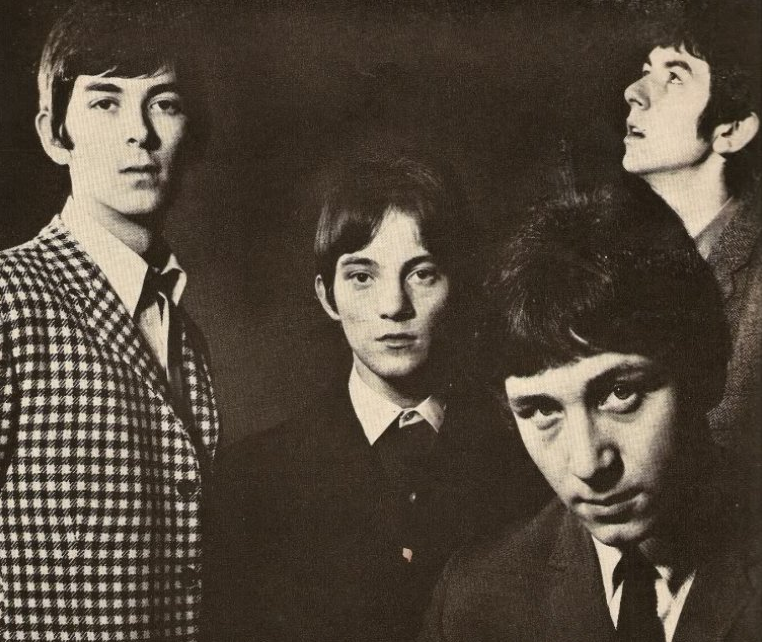
The Small Faces foi uma banda que começou com fortes influências de R&B e soul para a transição para o rock psicodélico

Freakbeat é um termo vagamente definido como um subgênero do rock and roll desenvolvido principalmente por grupos britânicos mais agressivos, geralmente aqueles com um mod seguinte, durante o período de Swinging London de meados ao final dos anos 1960. O gênero genero faz a ponte entre o mod de invasão britânico / R&B / pop e psicodelia. O termo foi cunhado pelo jornalista musical inglês Phil Smee. AllMusic descreve o "freakbeat" como vagamente definido, mas geralmente descreve os artistas mais obscuros, mas contundentes da era da invasão britânica, como a The Creation, the Pretty Things ou os primeiros trabalhos solo de Denny Laine. Muito do material coletado na compilação de box-set de 2001 da Rhino Records, Nuggets II: Original Artyfacts from the British Empire and Beyond, 1964–1969, pode ser classificado como freakbeat. Outras bandas incluem The Smoke, The Eyes, The Birds, The Action and The Sorrows.

### Rock psicodélico
A música psicodélica é um estilo de música que é inspirado ou influenciado pela cultura psicodélica e tenta replicar e melhorar as experiências de alteração da mente de drogas alucinógenas. Ele cresceu particularmente a partir do blues-rock e da música folk progressiva e se baseou em fontes não ocidentais, como ragas e cítaras da música indiana, bem como efeitos de estúdio e longas passagens instrumentais e letras surreais. Surgiu em meados da década de 1960 entre artistas folk progressivos na Grã-Bretanha, como The Incredible String Band e Donovan, bem como nos Estados Unidos, e rapidamente se mudou para o rock e a música pop, sendo adotada por artistas como os Beatles, The Yardbirds, The Moody Blues, Small Faces, The Move, Traffic, Cream e Pink Floyd. O rock psicodélico fez a ponte entre a transição do blues-rock inicial para o rock progressivo, art rock, rock experimental, hard rock e, eventualmente, heavy metal que se tornariam gêneros importantes na década de 1970. O pioneiro do stoner rock, Arthur Brown, cantou seu hit de 1968 "Fire" usando maquiagem em preto e branco (pintura de cadáver) e um capacete em chamas. Ele tem sido uma influência significativa em atos extremos que se seguiram.

### Sucesso mainstream e global

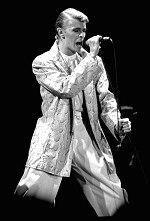
David Bowie, Ekeberghallen, Oslo, Noruega, 1978

No início dos anos 1970, o rock se tornou mais popular e internacionalizada, com muitos artistas britânicos se tornando um sucesso massivo nos Estados Unidos e globalmente. Alguns dos artistas de maior sucesso, como os membros individuais dos Beatles, Elton John, David Bowie e Rod Stewart executaram suas próprias canções (e, em alguns casos, aquelas escritas por outros) em uma variedade eclética de estilos, nos quais a apresentação da performance em si tornou-se cada vez mais importante. Em contraste, o ex-artista pop psicodélico, The Status Quo, retirou o artigo definitivo de seu nome e se tornou um dos artistas de rock britânico de maior sucesso, apresentando um estilo aparentemente sem sofisticação de rock boogie.; e Van Morrison ganhou aclamação da crítica internacional por meio de uma mistura de estilos de rock, jazz e blues. Algumas bandas britânicas bem estabelecidas que começaram suas carreiras na invasão britânica, notavelmente The Rolling Stones, The Who e The Kinks, também desenvolveram seus próprios estilos particulares e expandiram sua base de fãs internacionais durante esse período, mas se juntaram a novos artistas em novos estilos e subgêneros.

## Novos subgêneros na década de 1970

### Folk rock britânico

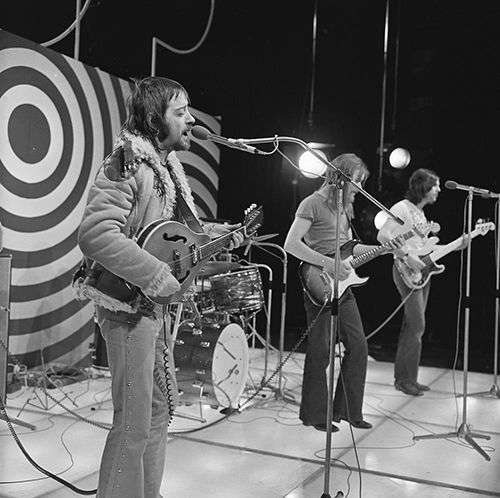
Fairport Convention em um programa de televisão holandês em 1972

O folk rock britânico foi desenvolvido na Grã-Bretanha entre meados e o final dos anos 1960 pelas bandas Fairport Convention e Pentangle, que se baseou em elementos do folk rock americano e no segundo revival folk britânico. Usando a música tradicional inglesa como base, essas bandas se inspiraram fortemente nas Child Ballads, baladas das Ilhas Britânicas do final do período medieval até o século 19. Um sucesso inicial foi o álbum Liege and Lief do Fairport Convention, de 1969, mas tornou-se mais significativo na década de 1970, quando foi adotado por grupos como Pentangle, Steeleye Span e Albion Band. Foi rapidamente adotado e desenvolvido nas culturas celtas circundantes da Bretanha, onde foi criado por Alan Stivell e bandas como Malicorne; na Irlanda, por grupos como Horslips; e também na Escócia, País de Gales e Ilha de Man e Cornualha, para produzir rocha celta e seus derivados. Também foi influente nas partes do mundo com estreitas conexões culturais com o Reino Unido, como os Estados Unidos e o Canadá, e deu origem ao subgênero folk rock medieval e aos gêneros de fusão folk punk e folk metal. No final da década de 1970, o gênero estava em forte declínio em popularidade, à medida que outras formas de música, incluindo punk e eletrônica, começaram a se estabelecer.

### Rock progressivo

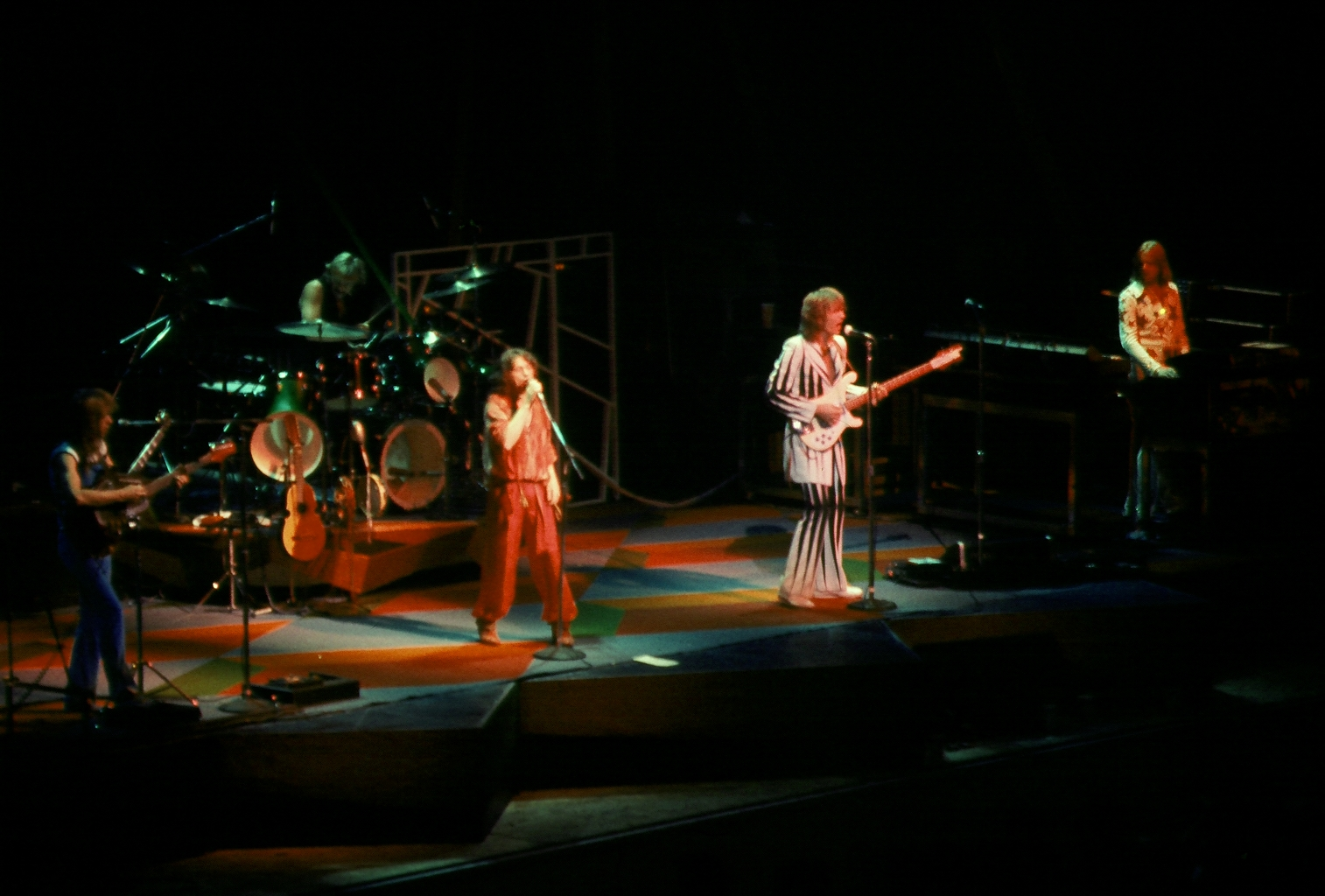
Yes tocando em Indianapolis, 1977

Rock progressivo ou progressivo desenvolvido a partir do blues-rock e rock psicodélico do final dos anos 1960. Dominado por bandas britânicas, era parte de uma tentativa de elevar o rock a novos níveis de credibilidade artística. As bandas de rock progressivo tentaram ultrapassar os limites técnicos e composicionais do rock, indo além das estruturas musicais baseadas em verso-refrão padrão. Os arranjos geralmente incorporavam elementos extraídos de fontes clássicas, jazz e internacionais, mais tarde chamadas de "world music". Instrumentais eram comuns, enquanto canções com letras eram às vezes conceituais, abstratas ou baseadas em fantasia. As bandas de rock progressivo às vezes usavam álbuns conceituais que faziam declarações unificadas, geralmente contando uma história épica ou abordando um grande tema abrangente. O álbum de estreia do King Crimson em 1969, In the Court of the Crimson King, que misturou riffs de guitarra poderosos e mellotron, com jazz e música sinfônica, é frequentemente considerado como a gravação chave no rock progressivo, ajudando na adoção generalizada do gênero no início dos anos 1970 entre bandas de blues-rock e psicodélicas existentes, bem como artistas recém-formados. O termo foi aplicado à música de bandas como Yes, Genesis, Pink Floyd, Jethro Tull, Soft Machine, Electric Light Orchestra, Procol Harum, Hawkwind e Emerson, Lake & Palmer.Alcançou seu pico de popularidade em meados da década de 1970, mas teve aclamação da crítica mista e o movimento punk pode ser visto como uma reação contra sua musicalidade e pomposidade percebida. Muitas bandas se separaram, mas algumas, incluindo Genesis, ELP, Yes e Pink Floyd, pontuaram regularmente os dez melhores álbuns com turnês mundiais bem-sucedidas.

### Glam rock

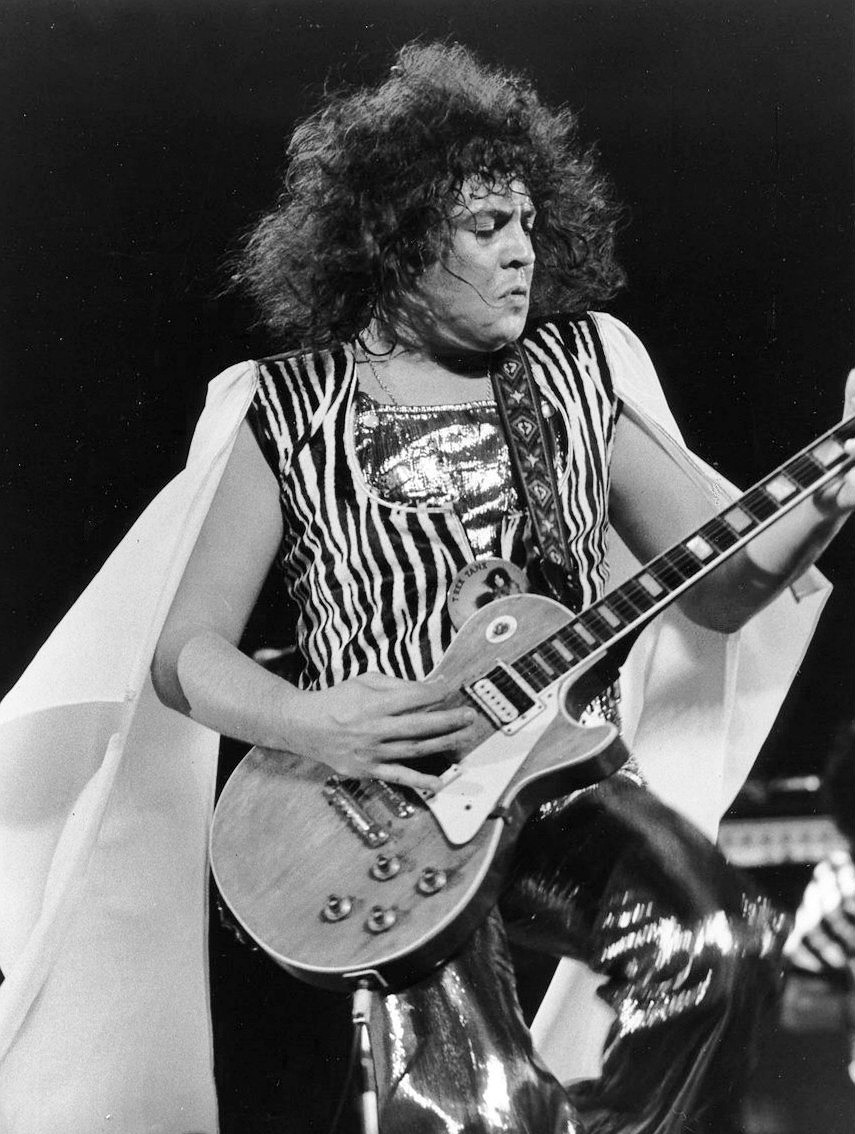
Marc Bolan do T. Rex em 1973

Glam ou glitter rock desenvolvido no Reino Unido no início da década de 1970 pós-hippie. Era caracterizado por roupas, maquiagem, penteados e botas com sola de plataforma "ultrajantes". As letras extravagantes, trajes e estilos visuais de performers glam era exagerado, jogando com categorias de sexualidade em uma mistura teatral de referências nostálgicas à ficção científica e filmes antigos, tudo em um som de hard rock movido a guitarra. Os pioneiros do gênero incluem David Bowie, Roxy Music, Mott the Hoople, Marc Bolan e T. Rex. Esses, e muitos outros atos ultrapassaram a divisão entre a música pop e rock, conseguindo manter um nível de respeitabilidade com o público de rock, enquanto desfrutavam do sucesso na parada de singles do Reino Unido, incluindo Queen e Elton John. Outros artistas visavam muito mais diretamente ao mercado de música popular, onde eram os grupos dominantes de sua época, incluindo Slade, Wizzard, Mud e Sweet. A imagem glitter foi levada ao seu limite por Gary Glitter e The Glitter Band. Em grande parte confinado à cena musical britânica onde se originou, o glam rock atingiu seu pico em meados da década de 1970, antes de declinar em face do punk rock e das tendências da nova onda. Teve uma influência direta em artistas que ganharam destaque posteriormente.

### Hard rock/Heavy metal

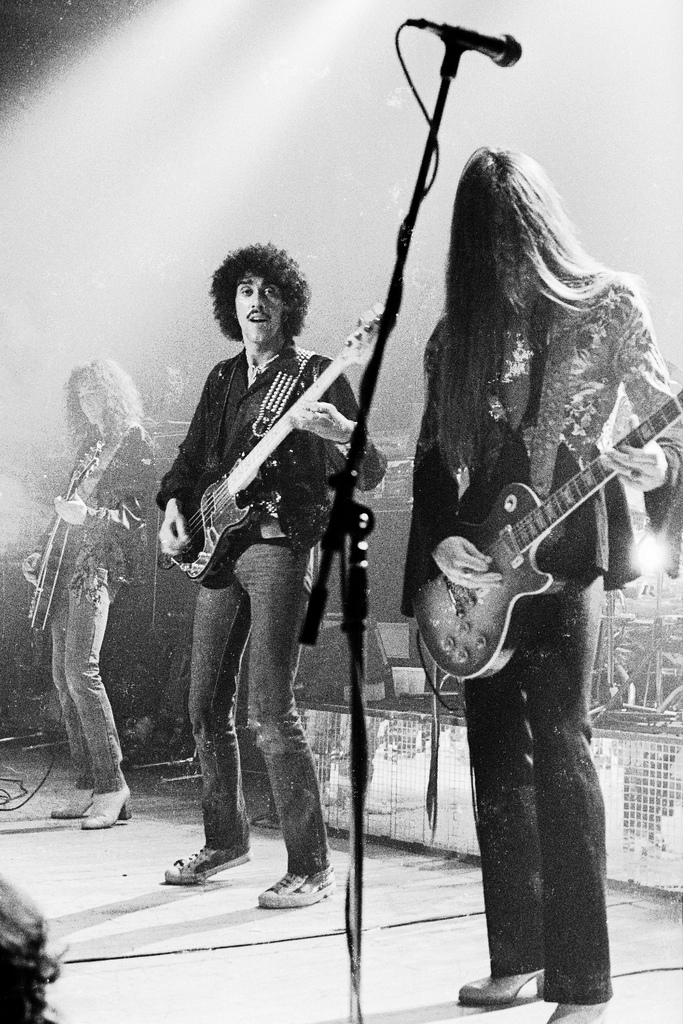
Thin Lizzy. Da esquerda para a direita: Brian Robertson, Phil Lynott, Scott Gorham em turnê, 1977

Com raízes no blues-rock, rock psicodélico e rock de garagem, as bandas que criaram o heavy metal desenvolveram um som denso e poderoso, caracterizado por linhas de baixo rítmicas abertas, distorção altamente amplificada, solos de guitarra estendidos, batidas enfáticas e volume geral. Letras de heavy metal e estilos de performance costumam incorporar elementos de fantasia e ficção científica e geralmente estão associados a masculinidade e machismo. As três bandas pioneiras de heavy metal, Led Zeppelin, Black Sabbath e Deep Purple, eram todas britânicas e, embora ganhassem pouca aclamação da crítica, elas e a próxima geração de grupos de metal, que incluía bandas americanas, australianas e continentais ao lado de artistas britânicos Judas Priest, Motörhead e Rainbow, atraíram grandes públicos e vendas de discos. Rainbow mudou o heavy metal para o rock de arena, enquanto o Motörhead introduziu uma sensibilidade punk rock e uma ênfase crescente na velocidade. Depois de um declínio na popularidade no final dos anos 1970, o Judas Priest descartou a maioria das influências do blues do gênero, particularmente em seu álbum British Steel de 1980, que abriu as portas para a new wave do heavy metal britânico (NWOBHM), incluindo Iron Maiden, Vardis, Saxon e Def Leppard e um retorno à popularidade na década de 1980.

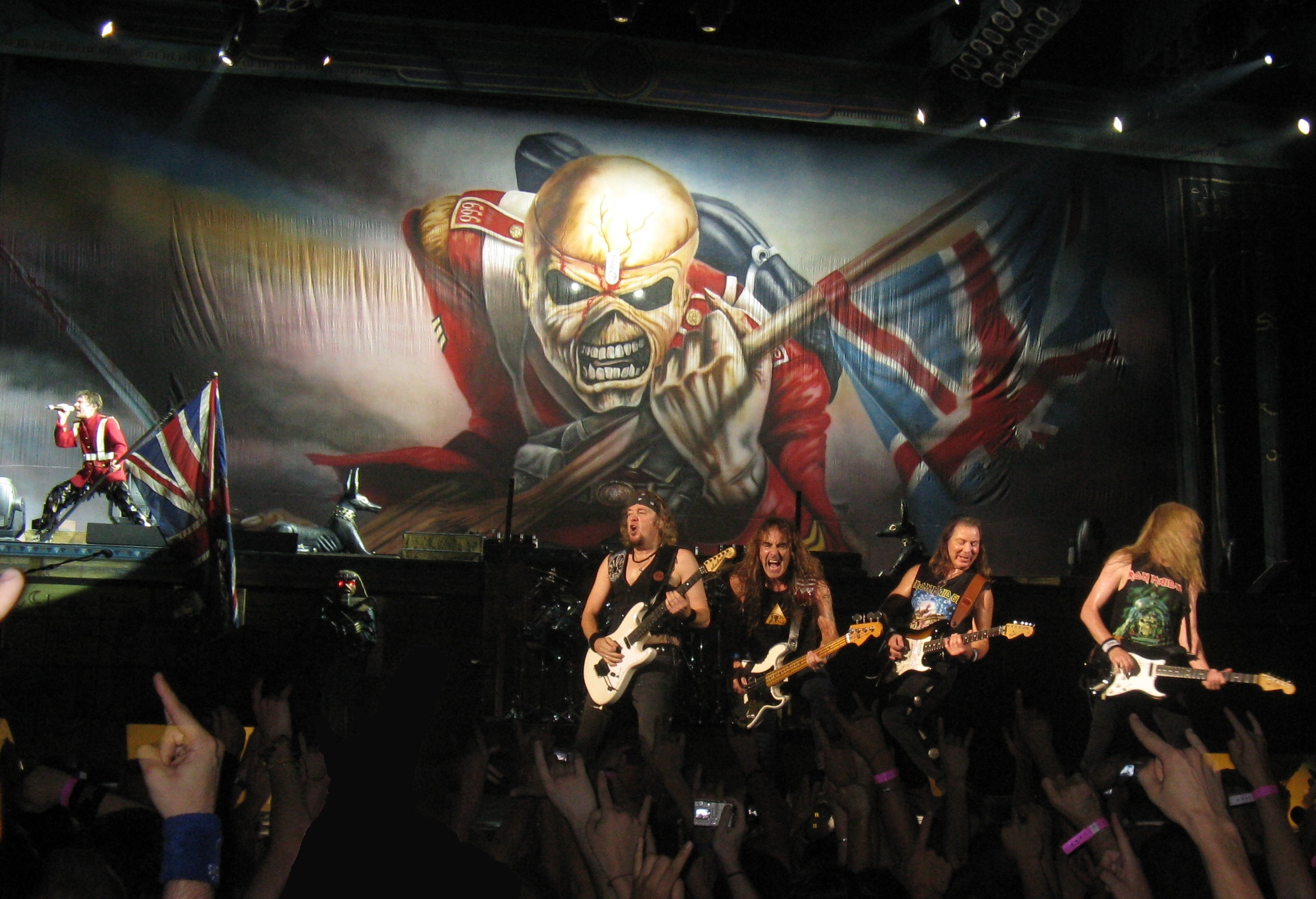
Iron Maiden foram líderes da new wave do heavy metal britânico

Embora a NWOBHM tenha inspirado muitas novas bandas, no final dos anos 1980 muito do ímpeto criativo do gênero mudou para a América e Europa continental (particularmente Alemanha e Escandinávia), que produziu a maioria dos novos subgêneros do metal, que foram então adotados pelos britânicos atos. Isso incluía thrash metal e death metal, ambos desenvolvidos nos Estados Unidos; black metal e power metal, ambos desenvolvidos na Europa continental, mas influenciados pela banda britânica Venom; e doom, que foi desenvolvido nos Estados Unidos, mas que logo teve várias bandas da Inglaterra, incluindo Pagan Altar e Witchfinder General. Há também uma grande influência britânica na cena doom / gothic metal, lançada por bandas como Paradise Lost, My Dying Bride e Anathema. Grindcore, ou simplesmente grind, era um híbrido de death metal e hardcore punk, caracterizado por guitarras fortemente distorcidas e afinadas, ritmo de alta velocidade, batidas explosivas, canlções que geralmente não duravam mais de dois minutos (algumas têm segundos de duração) e vocais que consistem em rosnados e gritos agudos. Pioneiros, a banda britânica Napalm Death inspirou outros grupos britânicos de grindcore na década de 1980, entre eles Extreme Noise Terror, Carcass e Sore Throat.
Provavelmente a banda de metal britânica de maior sucesso desde os dias de NWOBHM foi Cradle of Filth, formada em 1991, e perseguindo uma forma de metal extremo que é difícil de categorizar. O termo "retro-metal" tem sido aplicado a bandas como The Darkness, cuja mistura de glam rock e riffs pesados rendeu-lhes uma série de singles e um álbum quíntuplo de platina com One Way Ticket to Hell ... and Back (2005 ), que alcançou a 11ª posição nas paradas do Reino Unido. Bullet for My Valentine, do País de Gales, chegou ao top 5 das paradas americanas e britânicas com o metalcore, uma mistura de metal e hardcore, com Scream Aim Fire (2008).

## Proto-punk, punk e new wave

### Pub rock

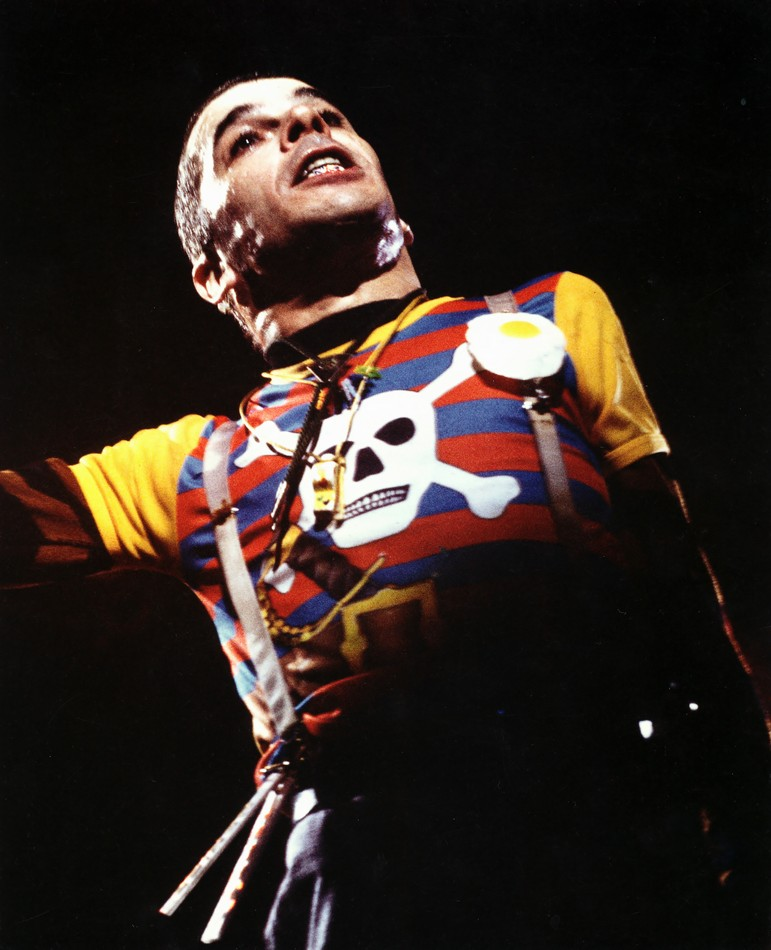
Ian Dury. ex-membro do Kilburn and the High Roads

Pub rock foi uma tendência de curta duração que deixou uma influência duradoura na cena musical britânica, especialmente no punk rock. Foi um movimento de volta ao básico que reagiu contra o glam rock cintilante de David Bowie e Gary Glitter, e atingiu o pico em meados da década de 1970. Pub rock foi desenvolvido em grandes pubs do norte de Londres. Diz-se que começou em maio de 1971 com Eggs over Easy, uma banda americana, tocando no Tally Ho! em Kentish Town. Um grupo de músicos que tocava em bandas de blues e R&B durante os anos 1960 e início dos anos 70 logo formou bandas influentes como Brinsley Schwarz, Ducks Deluxe e Bees Make Honey. Brinsley Schwarz foi provavelmente o grupo mais influente, alcançando algum sucesso mainstream no Reino Unido e nos Estados Unidos. A segunda onda de pub rock incluiu Kilburn and the High Roads, Ace, Johnny Kid & the Pirates, e Chilli Willi e os Red Hot Peppers; estes foram seguidos pela terceira e última onda de pub rock, incluindo Dr. Feelgood e Sniff 'n' the Tears. Vários músicos de pub rock juntaram-se à nova onda, como a banda de apoio de Graham Parker, The Rumor, Elvis Costello & the Attractions e até The Clash.

### Punk rock

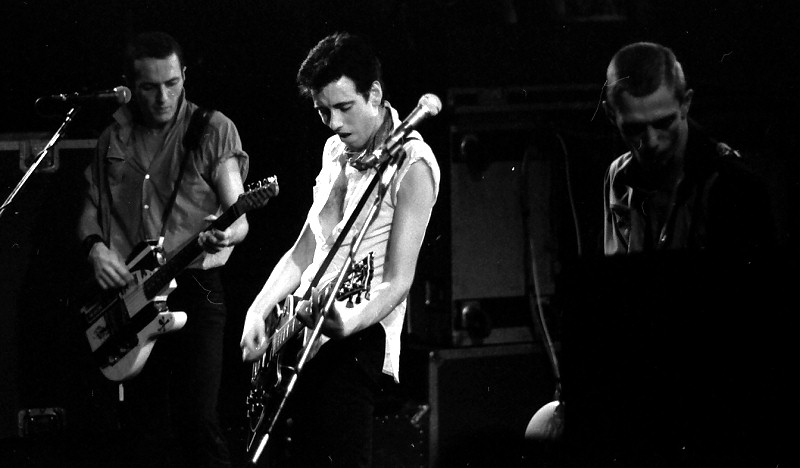
The Clash performing in 1980.

O punk rock se desenvolveu entre 1974 e 1976, originalmente nos Estados Unidos, onde teve suas raízes no rock de garagem e em outras formas do que hoje é conhecido como protopunk. A primeira banda punk é geralmente considerada como sendo Ramones de 1976. Isso foi adotado na Grã-Bretanha por bandas também influenciadas pela cena pub rock, como Sex Pistols, The Clash e The Damned, particularmente em Londres, que se tornou a vanguarda do um novo movimento musical e cultural, combinando sons e letras agressivas simples com estilos de roupas e uma variedade de ideologias anti-autoritárias. As bandas de punk rock evitavam os excessos percebidos do rock mainstream dos anos 1970, criando música rápida e contundente, normalmente com canções curtas, instrumentação simplificada e, muitas vezes, letras políticas anti-estabelecimento. O punk adotou uma ética DIY (singla de do it yourself tradução: faça você mesmo), com muitas bandas produzindo suas próprias gravações e distribuindo-as por canais informais. 1977 viu o punk rock se espalhar pelo mundo e se tornou um grande fenômeno cultural internacional. No entanto, em 1978, o impulso inicial diminuiu e o punk se transformou na nova onda mais ampla e diversificada e nos movimentos pós-punk.

### New wave

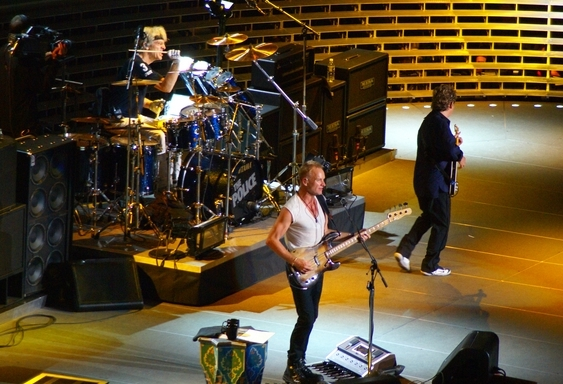
The Police (retratado em 2007) teve uma série de álbuns número um no Reino Unido

Quando o impulso punk inicial começou a diminuir, com as principais bandas punk se separando ou assumindo novas influências, o termo "new wave" começou a ser usado para descrever bandas britânicas que surgiram no final dos anos 1970 com apelo mainstream. Isso incluiu bandas pop como XTC, Squeeze e Nick Lowe, o rock eletrônico de Gary Numan, bem como compositores como Elvis Costello, bandas influenciadas pelo rock & roll como Pretenders, a música influenciada pelo reggae de bandas como The Police, bem como bandas de mod revival como The Jam e do revival do ska como The Specials e Madness. No final da década, muitas dessas bandas, mais obviamente o Police, estavam começando a causar impacto nos mercados americano e mundial.

### Pós-punk
Ao lado do desenvolvimento da  new wave mainstream, também houve atos menos comerciais, mais sombrios e de subcultura, frequentemente classificados como pós-punk. Como new wave, eles incorporaram uma gama de influências, incluindo música eletrônica, música dub jamaicana (especificamente no baixo) e funk americano. Exemplos de roupas pós-punk na Grã-Bretanha incluem The Smiths, Orange Juice, The Psychedelic Furs, Television Personalities, The Fall, Siouxsie and the Banshees, The Lords of the New Church, Joy Division, Killing Joke, Echo & the Bunnymen, Gang of Four, The Cure, Bauhaus, Magazine, Wire, The Jesus and Mary Chain e Tubeway Army. O pós-punk seria um elemento importante na criação dos gêneros rock alternativo e rock gótico.

### Folk punk

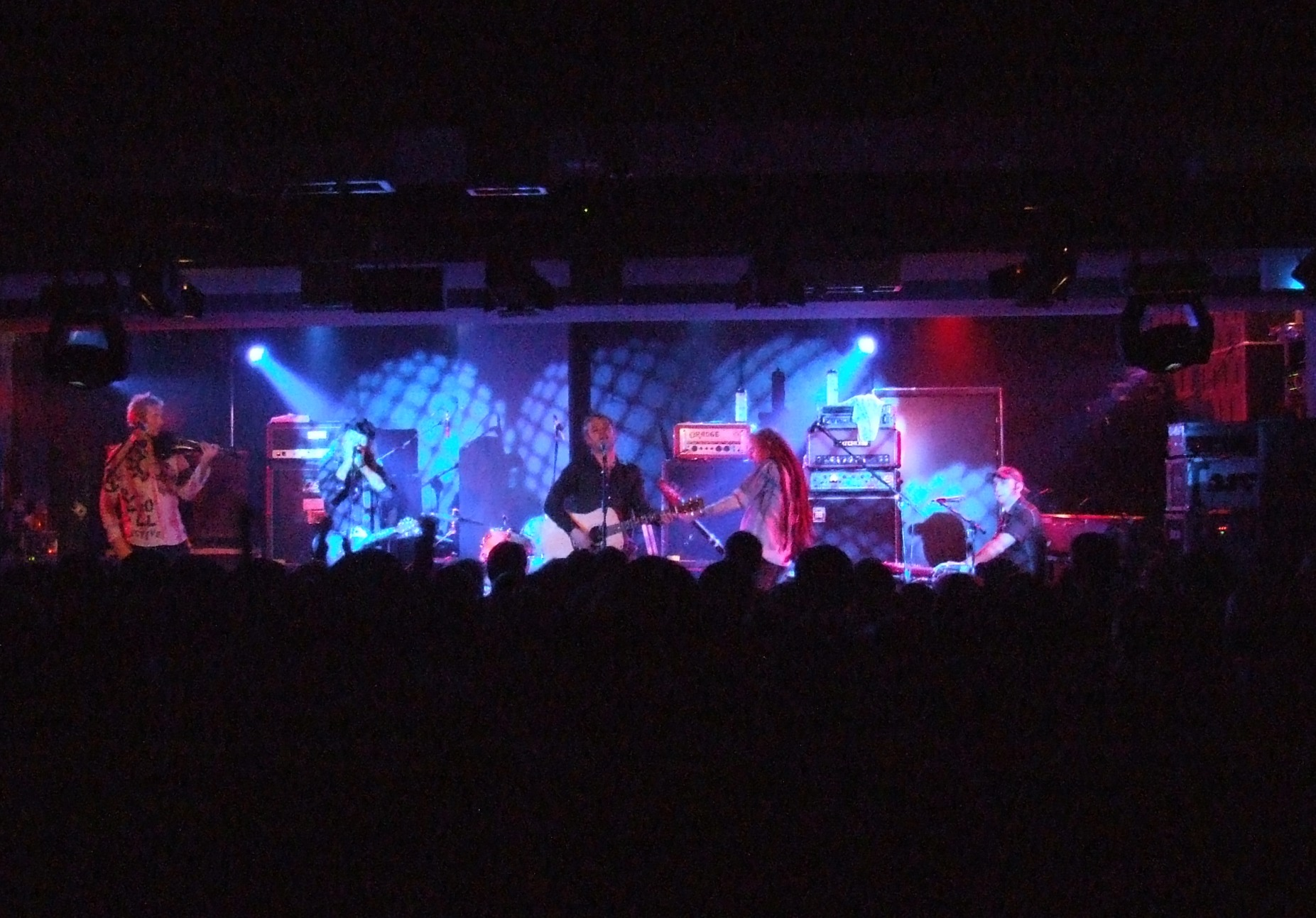
The Levellers em Praga, 2006

Folk punk ou rogue folk é uma fusão de música folk e punk rock, ou ocasionalmente outros gêneros, que foi lançada pela banda londrina The Pogues na década de 1980. Alcançou algum sucesso mainstream na década de 1980 e, particularmente como o subgênero do punk celta, foi amplamente adotado em áreas da diáspora celta na América do Norte e Austrália e por muitas bandas na Europa central e oriental continental. Ao contrário dos grupos de rock celta e folk elétrico anteriores, os grupos de folk punk tendem a incluir relativamente pouca música tradicional em seu repertório, mas geralmente executam suas próprias composições, muitas vezes seguindo a forma de punk rock, usando instrumentação folk adicional, incluindo bandolim, acordeão, banjo e particularmente violino. Outras bandas adotaram algumas formas tradicionais de música, incluindo favelas marítimas e música cigana do leste europeu. Entre os artistas mais bem-sucedidos estavam The Men They Theyn't Hang, New Model Army, Oysterband, The Levellers e o cantor e compositor Billy Bragg, que teve uma série de sucessos na década de 1980.

## Rock eletrônico no início dos anos 1980

### Synth rock

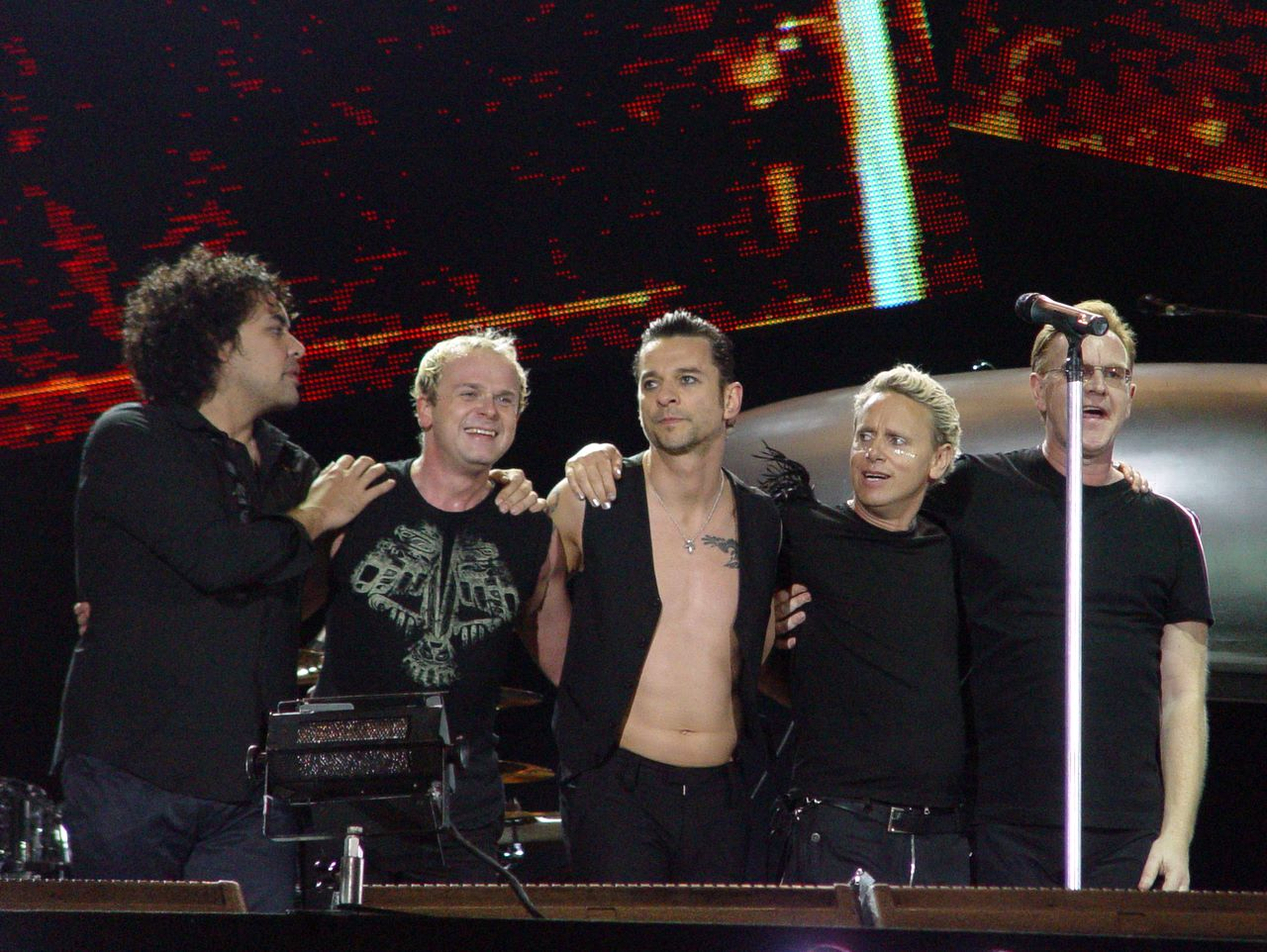
Depeche Mode in concert, 2006

Muitas bandas de rock progressivo incorporaram sintetizadores em seu som, incluindo Pink Floyd, Yes e Genesis. Em 1977, Warren Cann, membro do Ultravox, comprou uma caixa de ritmos Roland TR-77, que foi apresentada pela primeira vez em seu single de outubro de 1977, "Hiroshima Mon Amour". O arranjo de baladas, percussão semelhante a um metrônomo e uso pesado do sintetizador ARP Odyssey foi efetivamente um protótipo para quase todas as bandas de synthpop e rock que viriam a seguir. Em 1978, a primeira encarnação de The Human League lançou seu single de estreia "Being Boiled". Outros viriam em breve, incluindo Tubeway Army, um grupo pouco conhecido de West London, que abandonou sua imagem punk rock e entrou no vagão da banda, liderando as paradas do Reino Unido no verão de 1979 com o single "Are Friends Electric?". Isso levou o cantor Gary Numan a seguir carreira solo e, no mesmo ano, lançar o álbum inspirado no Kraftwerk, The Pleasure Principle, e novamente liderar as paradas pela segunda vez com o single "Cars". Particularmente por meio de sua adoção pelo New Romantics, os sintetizadores passaram a dominar a música pop e rock do início dos anos 80. Álbuns como Visage's Visage (1980), Metamatic de John Foxx's (1980), Telekon de Gary Numan (1980),  Vienna de Ultravox(1980), Dare de The Human League (1981) e Speak and Spell de Depeche Mode (1981) estabeleceram um som que influenciou a maioria das bandas pop e rock mainstream, até que começou a perder popularidade em meados da década de 1980.

### New Romantism

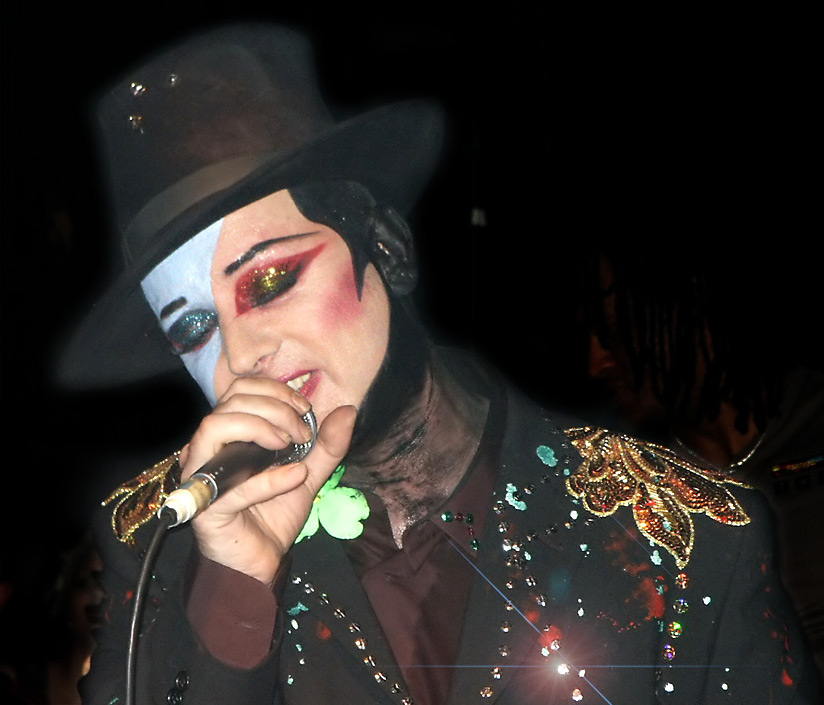
Boy George, vocalista do Culture Club, no Ronnie Scott's Jazz Club em Londres

O New Romantism surgiu como parte do movimento da música new wave nas casas noturnas de Londres, incluindo Billy's e The Blitz Club, no final da década de 1970. Influenciado por David Bowie e Roxy Music, desenvolveu a moda do glam rock, ganhando seu nome com as camisetas babados do romantismo inicial. O new romantism freqüentemente fazia uso extensivo de sintetizadores. Os pioneiros incluíram Visage, Japan e Ultravox e entre os atos comercialmente mais bem-sucedidos associados ao movimento estavam Adam and the Ants, Culture Club, The Human League, Spandau Ballet e Duran Duran. Por volta de 1983, o movimento original havia se dissolvido, com as bandas sobreviventes abandonando a maioria dos elementos da moda para seguir carreiras tradicionais.

### A segunda invasão britânica

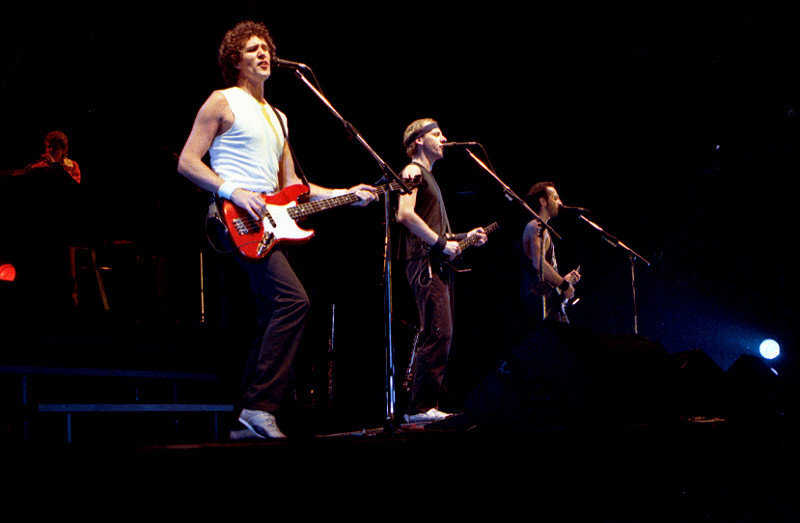
Dire Straits Playing in Norway in October 1985

Desde seu início em 1981, o canal de música a cabo MTV apresentava uma quantidade desproporcional de videoclipes de artistas britânicos preocupados com a imagem. Artistas britânicos, que estavam acostumados a usar videoclipes por meia década, apareceram pesadamente no canal. "Video Killed the Radio Star" de The Buggles foi o primeiro videoclipe exibido na MTV. No final de 1982, "I Ran (So Far Away)" de A Flock of Seagulls entrou no Top Ten da Billboard, sem dúvida a primeira canção de sucesso que deveu quase tudo ao vídeo. Eles seriam seguidos por bandas como Duran Duran, cujos vídeos brilhantes viriam a simbolizar o poder da MTV. "Money for Nothing" dos Dire Straits zombou gentilmente da MTV, que ajudou a torná-los estrelas do rock internacionais. Em 1983, 30% das vendas de discos eram de artistas britânicos. 18 do Top 40 e 6 do Top 10 de singles em 18 de julho foram de artistas britânicos.. A Newsweek apresentou Annie Lennox do Eurythmics e Boy George do Culture Club na capa de uma de suas edições, enquanto a Rolling Stone lançaria uma edição "England Swings". Em abril de 1984, 40 dos 100 melhores singles eram de artistas britânicos, enquanto 8 dos 10 melhores singles em uma pesquisa de maio de 1985 eram de origem britânica. O veterano jornalista musical Simon Reynolds teorizou que, semelhante à primeira invasão britânica, o uso de influências negras americanas pelos artistas britânicos ajudou a impulsionar o sucesso. Comentaristas da mídia tradicional creditaram à MTV e aos atos britânicos por trazerem cor e energia de volta à música pop, enquanto os jornalistas de rock geralmente eram hostis ao fenômeno porque sentiam que representava imagem em vez de conteúdo.

## Indie rock
Indie ou rock independente, particularmente na América conhecido frequentemente como rock alternativo, foi uma cena que emergiu do pós-punk e new wave na década de 1980, evitando as grandes gravadoras pelo controle de sua própria música e contando com cenas locais ou subnacionais. culturas para fornecer um público. Tendo desfrutado de algum sucesso, uma série de artistas independentes foram capazes de entrar no mainstream, incluindo as primeiras bandas indie Aztec Camera, Orange Juice e The Smiths, seguidos por The Housemartins e James. Outras formas de rock alternativo foram desenvolvidas no Reino Unido durante a década de 1980. The Jesus and Mary Chain envolvia suas melodias pop em paredes de ruído de guitarra, enquanto o New Order emergia do fim da banda pós-punk Joy Division e experimentava techno e house music, forjando o estilo de dança alternativo. The Mary Chain, junto com Dinosaur Jr. e o pop dos sonhos de Cocteau Twins, foram as influências para o movimento shoegazing do final dos anos 1980.

### Rock gótico

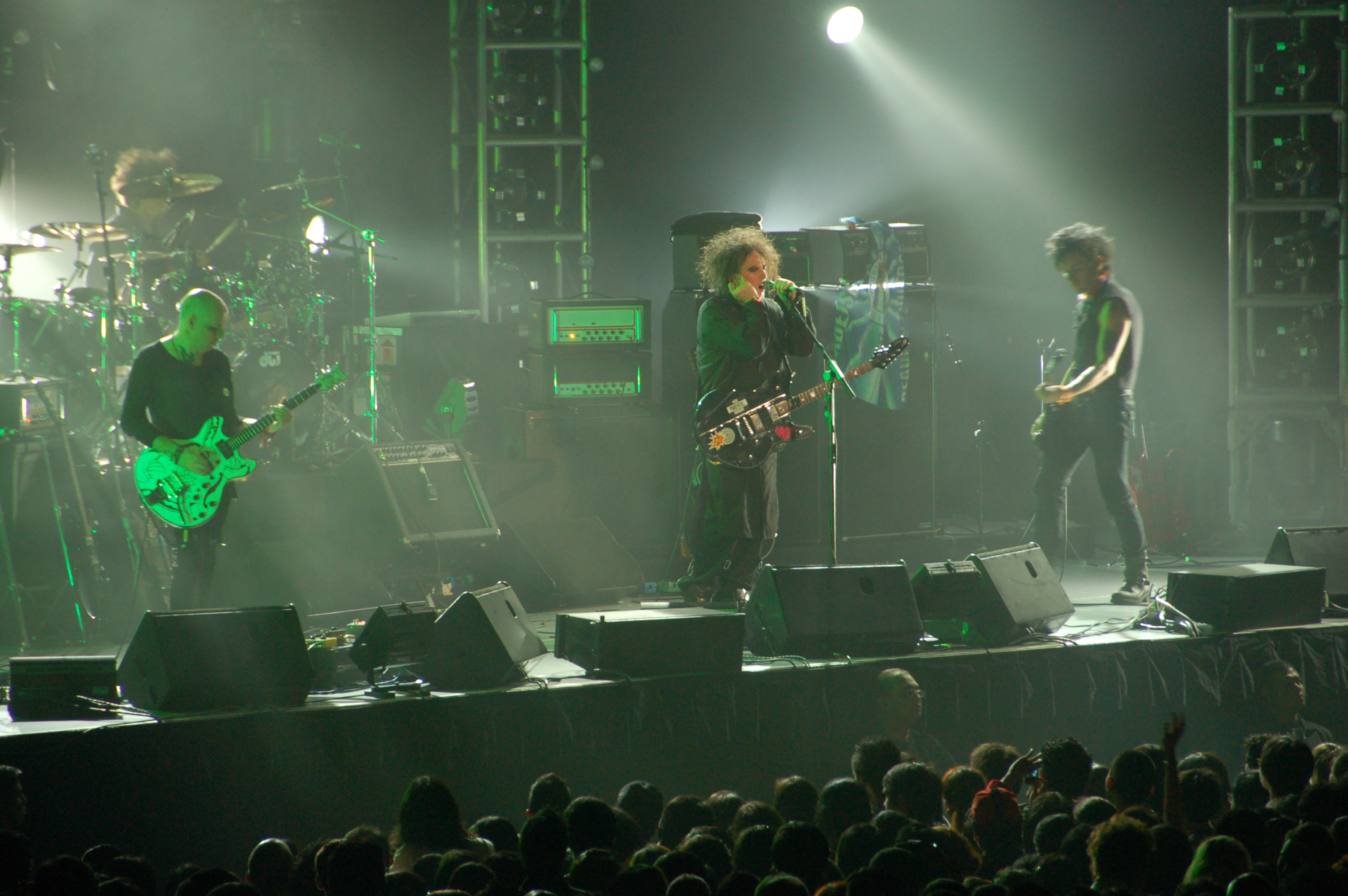
The Cure em 2007

O rock gótico, muitas vezes abreviado para gótico, desenvolveu-se a partir da cena pós-punk no final dos anos 1970. Combina música dark, muitas vezes com teclado pesado, com letras introspectivas e deprimentes. As primeiras bandas de rock gótico notáveis incluem Bauhaus (cujo "Bela Lugosi's Dead" é frequentemente citado como o primeiro disco gótico), Siouxsie and the Banshees (que pode ter cunhado o termo), The Cure, The Sisters of Mercy e Fields of the Nephilim. O rock gótico deu origem a uma subcultura gótica mais ampla que incluía clubes, várias tendências da moda e numerosas publicações que cresceram em popularidade na década de 1980, ganhando notoriedade por ser associada a vários pânicos morais sobre suicídio e satanismo.

### Madchester
A cena do rock independente que se desenvolveu em Manchester na segunda metade da década de 1980, baseada na boate The Haçienda e na Factory Records e apelidada de Madchester, ganhou destaque nacional no final da década, com os Happy Mondays, os Inspiral Carpets e Stone Roses chegou ao final de 1989. A cena se tornou o centro das atenções da mídia para o rock independente no início dos anos 1990, com bandas como World of Twist, New Fast Automatic Daffodils, The High, Northside, Paris Angels e Intastella também ganhando atenção nacional. O período de domínio foi relativamente curto, com The Stone Roses começando a se afastar da apresentação pública enquanto se envolvia em disputas contratuais, o Happy Mondays tendo dificuldade em produzir um segundo álbum e a Factory Records indo à falência em 1992. Bandas locais pegando o final de Madchester, como The Mock Turtles, tornou-se parte de uma cena folgada mais ampla. A imprensa musical no Reino Unido começou a dar mais atenção a bandas de shoegazing do sul da Inglaterra e bandas emergentes do grunge nos Estados Unidos.

### Dream pop e shoegazing

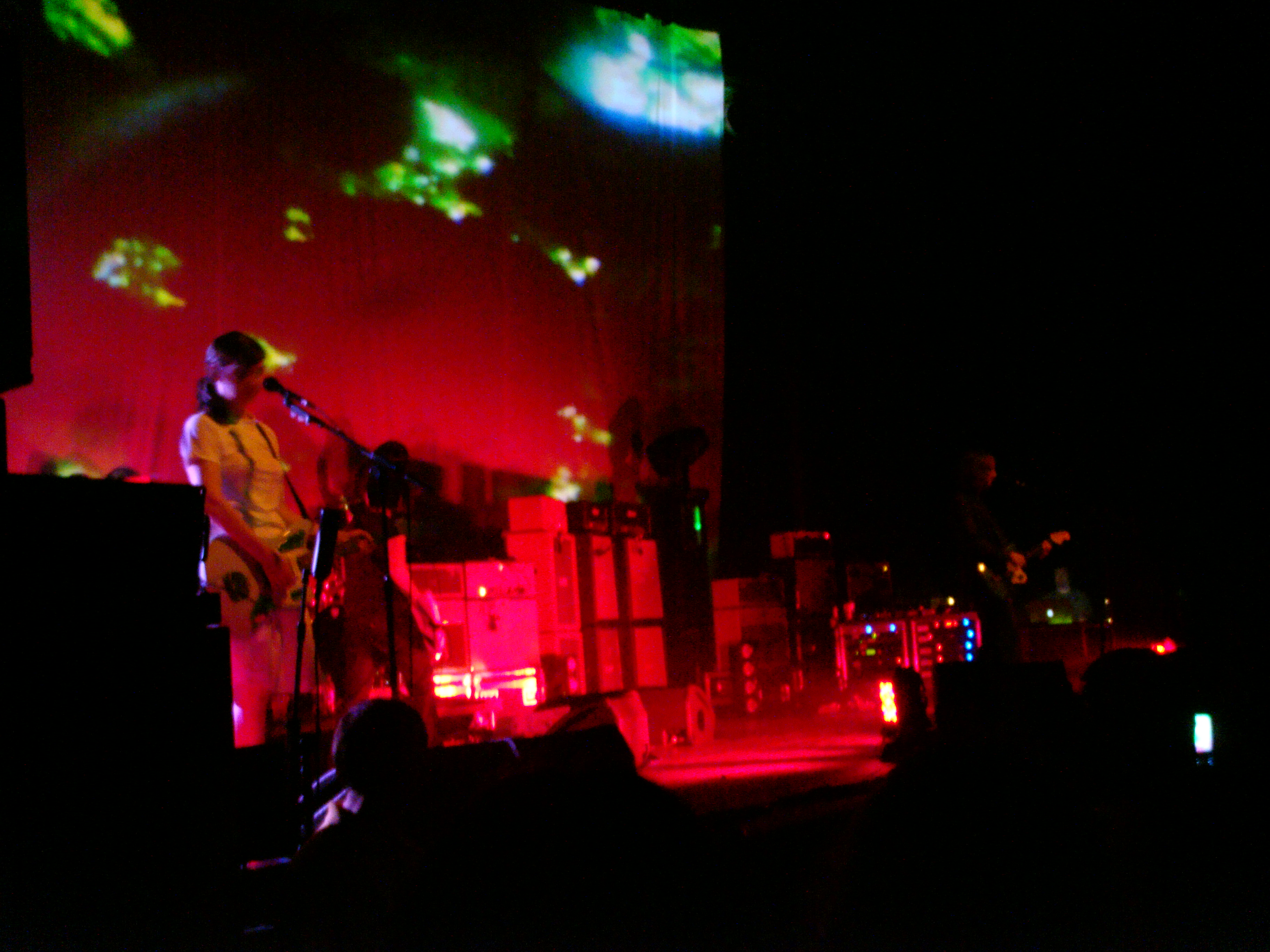
My Bloody Valentine, 2008

O Dream pop surgiu da cena indie rock dos anos 1980, quando bandas como Cocteau Twins, The Chameleons, The Passions, Dif Juz, Lowlife e A.R. Kane começou a fundir experimentos pós-punk e etéreos com melodias pop agridoces em ambientes sonoros sensuais e sonoramente ambiciosos. A gravadora 4AD é a mais associada ao dream pop, embora outras como Creation, Projekt, Fontana, Bedazzled, Vernon Yard e Slumberland também tenham lançado registros significativos do gênero. Uma cepa mais alta e agressiva do dreamp popficou conhecida como shoegazing; as principais bandas desse estilo foram Lush, Slowdive, My Bloody Valentine, Ride, Alison's Halo, Chapterhouse, Curve e Levitation. Essas bandas mantiveram as qualidades atmosféricas do pop de sonho, mas adicionaram a intensidade de bandas influenciadas pelo pós-punk, como The Chameleons e Sonic Youth.

### Pós-rock
O pós-rock teve origem no lançamento do álbum Laughing Stock de Talk Talk e na banda norte-americana Slint's Spiderland, ambos em 1991, que produziram trabalhos experimentais influenciados por fontes tão variadas como eletrônica, jazz e música clássica minimalista, muitas vezes abandonando o formato de canção tradicional em favor de música instrumental e ambiente. O termo foi usado pela primeira vez para descrever a banda Bark Psychosis e seu álbum Hex (1994), mas logo foi empregado para bandas como Stereolab, Laika, Disco Inferno e Pram e outros atos na América e Canadá. O grupo escocês Mogwai é um dos grupos pós-rock influentes que surgiram na virada do século XXI.

### Indie pop
Inicialmente apelidado de 'C86' após a fita NME de 1986, e também conhecido como "cutie", "shambling bands" e mais tarde como "twee pop", O indie pop foi caracterizado por guitarras barulhentas, uma paixão pelo pop dos anos 60 e, muitas vezes, por letras inocentes e enigmáticas. Também foi inspirado pela cena DIY do punk e havia um próspero fanzine, selo e circuito de clubes e shows. As primeiras bandas incluíram The Pastels, The Shop Assistants e Primal Scream. Posteriormente, as cenas se desenvolveram nos Estados Unidos, especialmente em torno de gravadoras como a K Records. Gêneros como Riot Grrrl e bandas tão diversas como Nirvana, Manic Street Preachers e Belle and Sebastian reconheceram sua influência.

### Britpop

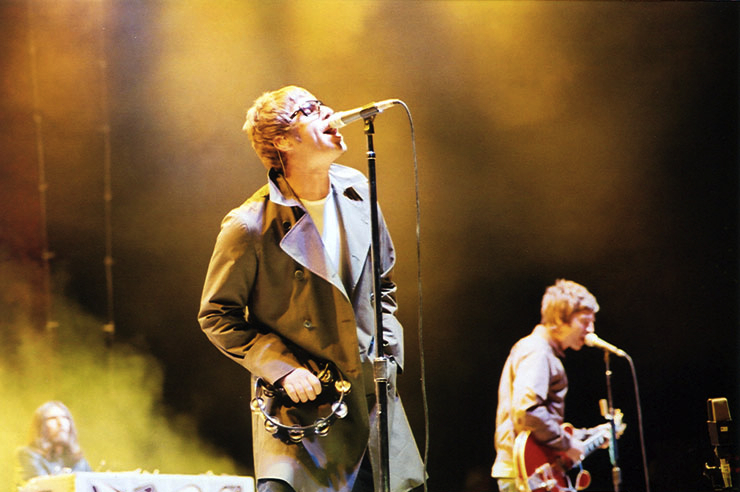
Oasis em 2005

O Britpop surgiu no cenário musical independente britânico do início dos anos 1990 e foi caracterizado por bandas influenciadas pela música pop de guitarra britânica dos anos 1960 e 1970. O movimento se desenvolveu como uma reação contra várias tendências musicais e culturais no final dos anos 1980 e início dos anos 1990, particularmente o fenômeno grunge dos Estados Unidos. Novos grupos britânicos, como Suede e Blur, lançaram o movimento posicionando-se como forças musicais opostas, fazendo referência à música de guitarra britânica do passado e escrevendo sobre temas e preocupações exclusivamente britânicos. Essas bandas logo se juntaram a outras, incluindo Oasis, Pulp, Supergrass, The Boo Radleys, Kula Shaker, Ash, Ocean Color Scene e Elastica. Grupos britpop trouxeram o rock alternativo britânico para o mainstream e formaram a espinha dorsal de um movimento cultural britânico maior, chamado Cool Britannia. Embora suas bandas mais populares tenham conseguido espalhar seu sucesso comercial no exterior, especialmente nos Estados Unidos, o movimento se desfez em grande parte no final da década.

### Pós-Britpop

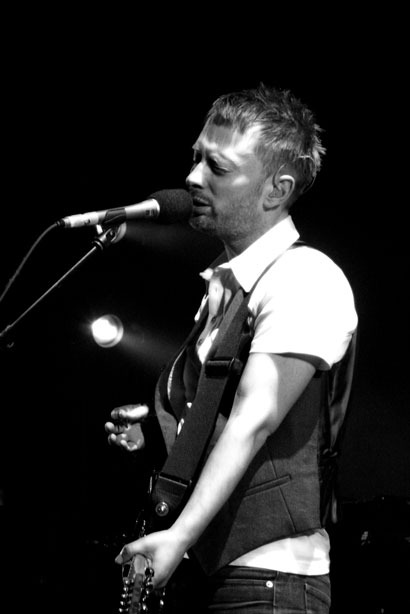
Thom Yorke do Radiohead.

Por volta de 1997, conforme crescia a insatisfação com o conceito de Cool Britannia, e o Britpop como um movimento começou a se dissolver, bandas emergentes começaram a evitar o selo Britpop enquanto ainda produziam músicas derivadas dele. Muitas dessas bandas tendiam a misturar elementos do rock tradicional britânico, particularmente os Beatles, Rolling Stones e Small Faces, com influências americanas, incluindo pós-grunge. Radiohead, Placebo e bandas pós-Britpop como The Verve, Travis, Stereophonics, Feeder, e particularmente Coldplay, alcançaram um sucesso internacional muito mais amplo do que a maioria dos grupos Britpop que os precederam, e foram alguns dos artistas de maior sucesso comercial da última época Década de 1990 e início de 2000.

### Garage rock revival/Pós-punk revival
Nos anos 2000, o indie rock britânico ressurgiu. Como o rock alternativo americano moderno, muitas bandas indie britânicas como Franz Ferdinand, The Libertines e Bloc Party tiveram influências de grupos pós-punk como Joy Division, Wire e Gang of Four. Outras bandas de rock independente proeminentes nos anos 2000 incluem: Editors, The Fratellis, Lostprophets, Razorlight, Keane, Kaiser Chiefs, Muse, Kasabian, The Cribs, The Maccabees, The Kooks e Arctic Monkeys (o último sendo o ato mais proeminente a ganhar seus base de fãs inicial através do uso de redes sociais na Internet).

### New rave
Com os desenvolvimentos em tecnologia de computador e software musical avançado, tornou-se possível criar música de alta qualidade usando pouco mais do que um único laptop. Isso resultou em um grande aumento na quantidade de música eletrônica produzida em casa disponível para o público em geral por meio da expansão da Internet, e novas formas de desempenho, como laptronica e live coding. Na Grã-Bretanha, a combinação do indie com o dance-punk pioneiro americano foi apelidada de nova rave em publicidade para Klaxons e o termo foi escolhido e aplicado pela NME a uma série de bandas, incluíndo Trash Fashion, New Young Pony Club, Hadouken!, Late of the Pier, Test Icicles, e Shitdisco formando uma cena com uma estética visual semelhante às raves anteriores.